# Ingrid Furre
Ingrid Furre, född 19 oktober 1983, är en norsk-svensk poet och installationskonstnär.
Ingrid Furre är uppväxt i Stavanger. Hon utbildade sig på Konsthögskolan i Malmö.
Ingrid Furre fick Edstrandska stiftelsens stipendium 2015.